# Ammophila insolata
Ammophila insolata es una especie de avispa del género Ammophila, familia Sphecidae.

## Taxonomía
Fue descrito por primera vez en 1858 por F. Smith.